# Траудль Гехер
Траудль Гехер  (нім. Traudl Hecher; 28 вересня 1943, Швац, Тіроль — 10 січня 2023, там само) — австрійська гірськолижниця, олімпійська медалістка.

## Виступи на Олімпіадах
| Олімпіада       | Дисципліна         | Місце  |
| --------------- | ------------------ | ------ |
| Скво-Веллі 1960 | швидкісний спуск   | 3      |
| Скво-Веллі 1960 | гігантський слалом | 25     |
| Скво-Веллі 1960 | слалом             | участь |
| Інсбрук 1964    | швидкісний спуск   | 3      |
| Інсбрук 1964    | гігантський слалом | 8      |
| Інсбрук 1964    | слалом             | участь |